# نیمنمکی
نیمِنْمَکی (سوئدی: Näshöjden) یک ناحیه در محله مونکنیمی در هلسینکی است. نیمِنْمَکی در اوایل دهه ۱۹۶۰ ساخته شد.

## منابع

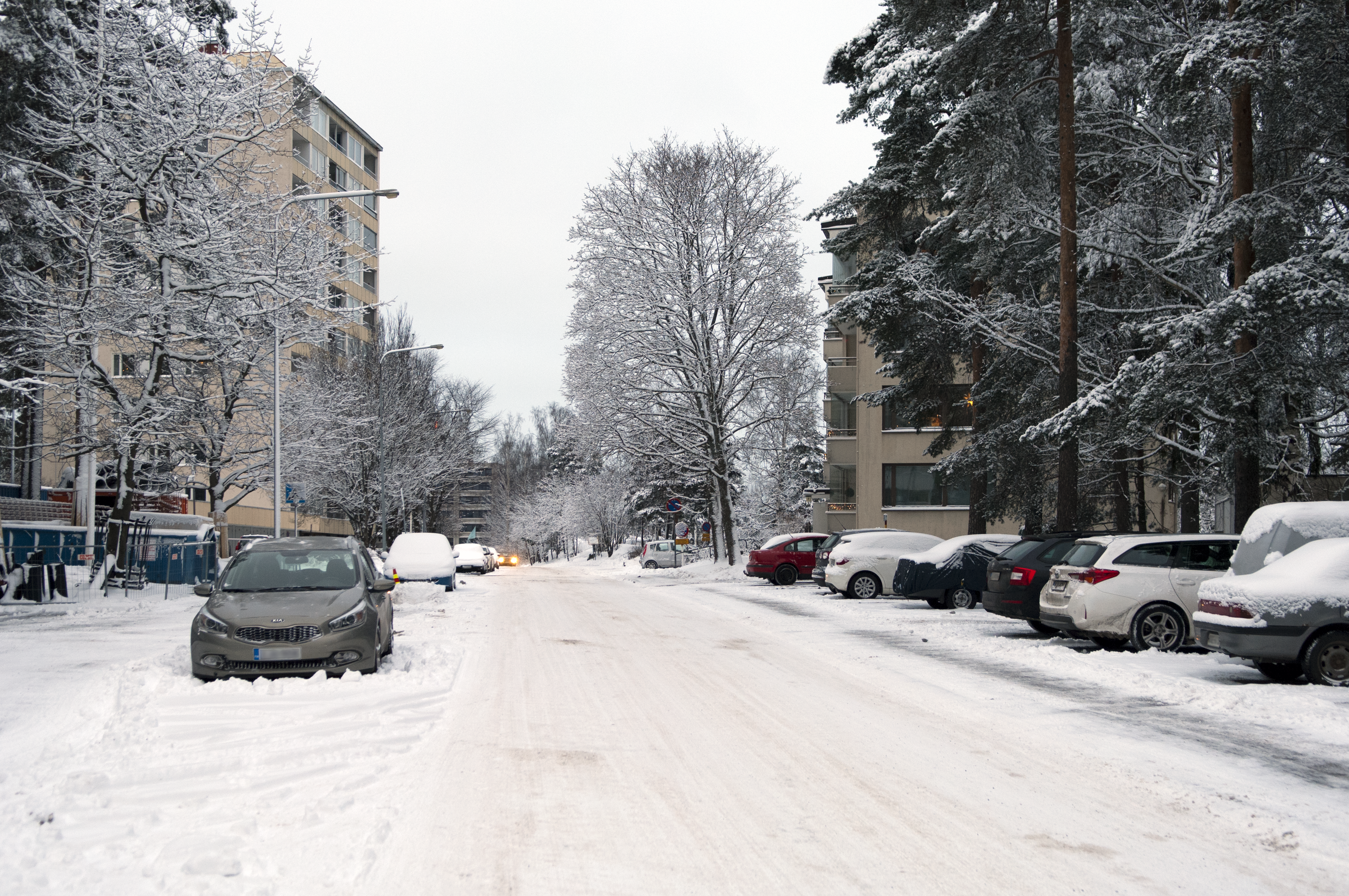
ساختمان‌های آپارتمانی در نیمِنْمَکی

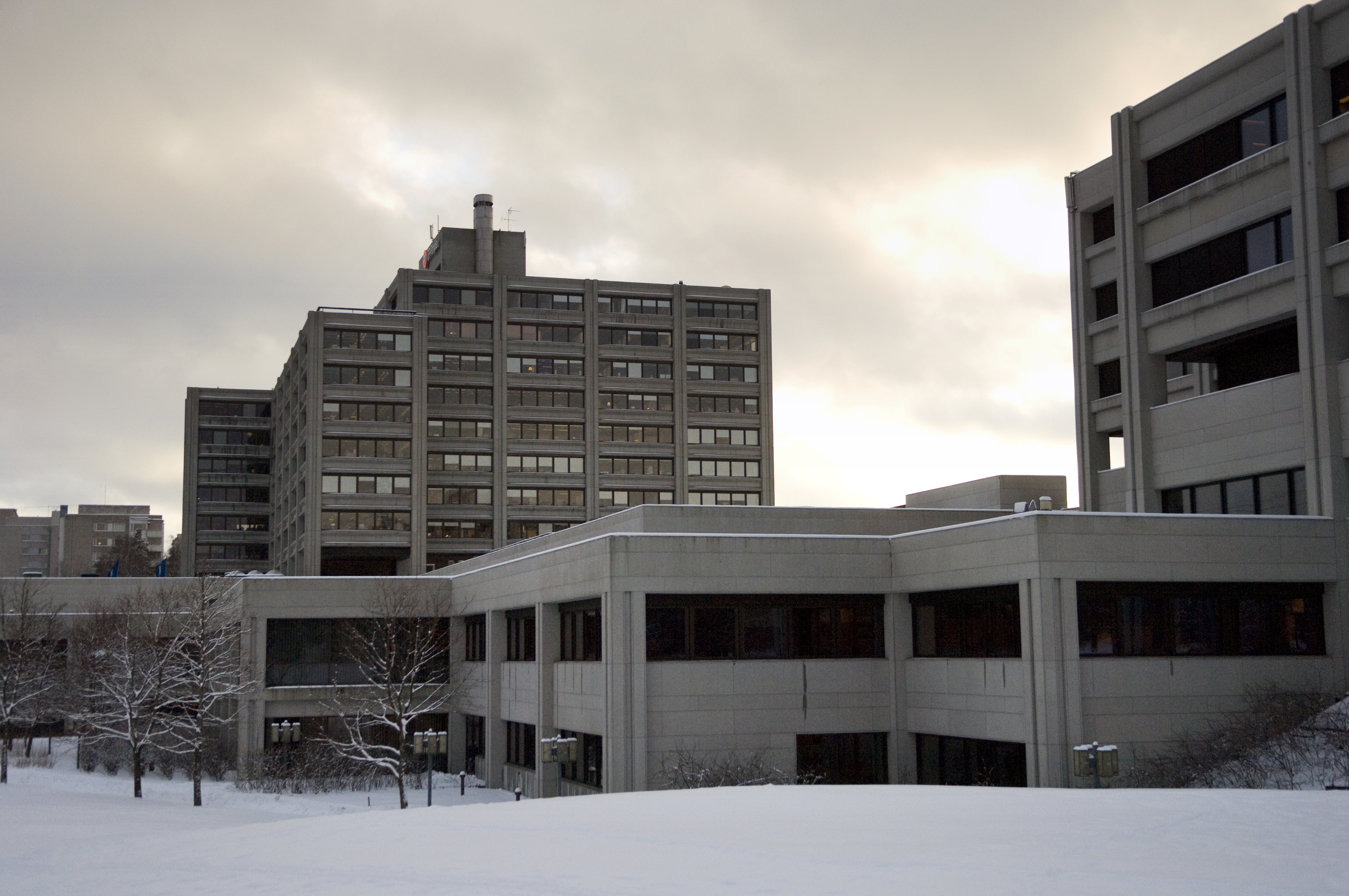
دفتر مرکزی پوهیولا در نیمِنْمَکی است